# Drosophila rostrata
Drosophila rostrata är en tvåvingeart som beskrevs av Oswald Duda 1925. Drosophila rostrata ingår i släktet Drosophila och familjen daggflugor.
Artens utbredningsområde är Costa Rica.